# لقلق أسود

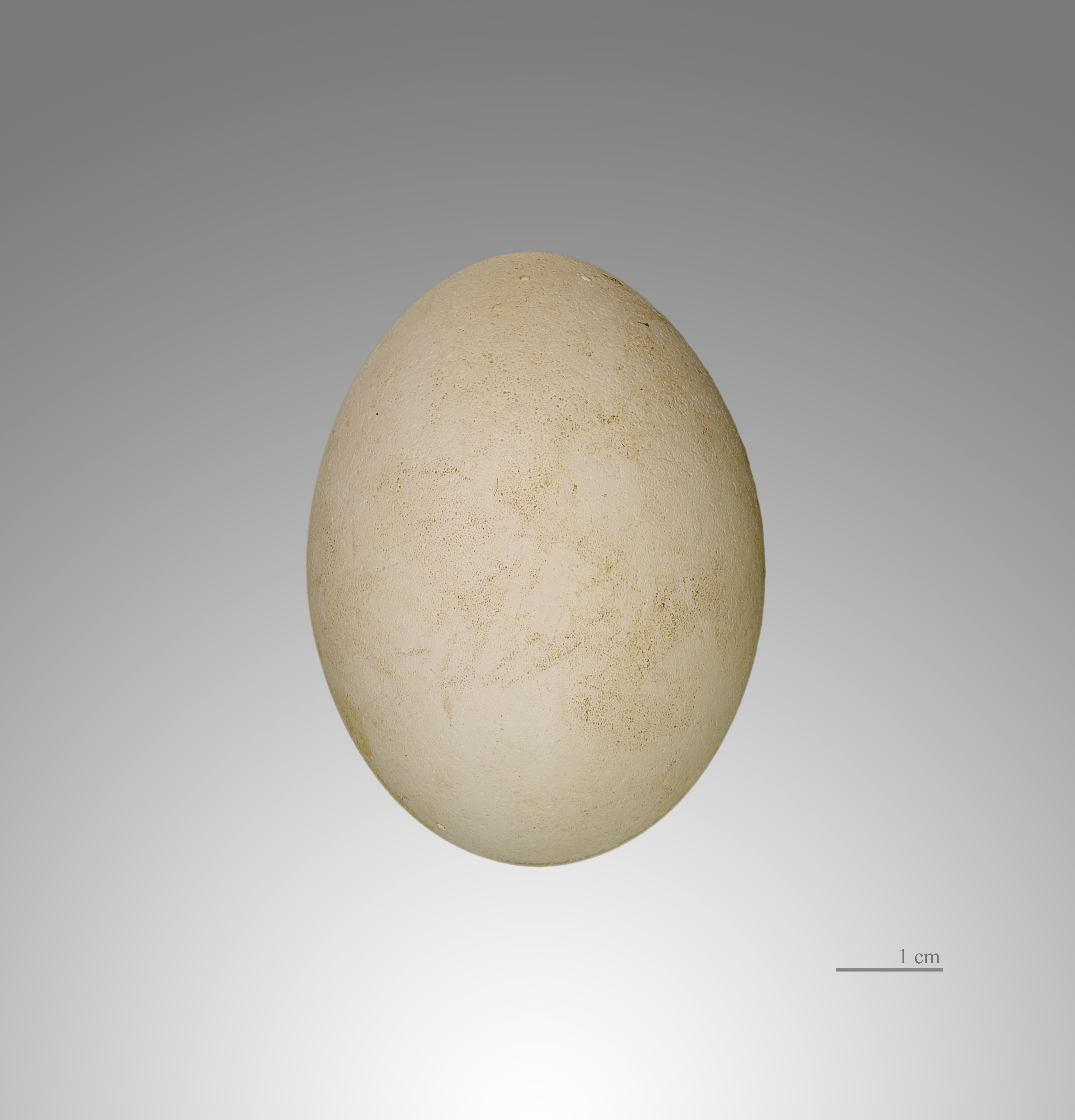
Ciconia nigra

اللقلق الأسود (Ciconia nigra) أو بلاّرج أسود بالجزائر والمغرب أو السِمبِر في السودان هو طائر من الطيور الخواضة التي تنتمي لعائلة اللقلاق، تتواجد على نطاق واسع وهي تفرخ في أنحاء أوروبا الأكثر دفئًا، خاصة الشرقية والوسطى.

## الوصف
وهذا الطائر كبير يصل طوله حوالي 1 متر ويصل طول أجنحته 1.8 متر وتزن حوالي 3 كجم. ولون ريشها أسود باستثناء البطن الذي هو أبيض اللون وسيقانها ومنقارها وما بين أعينها حمراء اللون.يمشي ببطء وبثبات على الأرض وعندما يطير يمد رأسه إلى الأمام.
- ويلد في المناطق الرطبة والمستنقعات والأحراج الصنوبرية ولكنه يستطيع العيش في التلال والجبال بالقرب من شبكة من الجداول، ويبني عشه من العصي فوق الأشجار وهي طيور خجولة وقلقة على عكس اللقلق الأبيض. وهو يتغذى على الحشرات والبرمائيات.
- اللقلق الأسود هو طائر من الطيور الموجودة في الاتفاقية الأوروبية - الآسيوية - الأفريقية لهجرة الطيور البرية المائية (AWEA).
- هي زائرة شتوية إلى شمال الهند وباكستان وشرق نيبال ميانمار.
- هي طيور خجولة وتتواجد في أسراب صغيرة في المستنقعات والأنهار في كثير من الأحيان مع اللقلق الأبيض.
- الغذاء: تأكل الأسماك والحشرات والبرمائيات والرخويات والحشرات والطيور في بعض الأحيان والقوارض.

## الهجرة

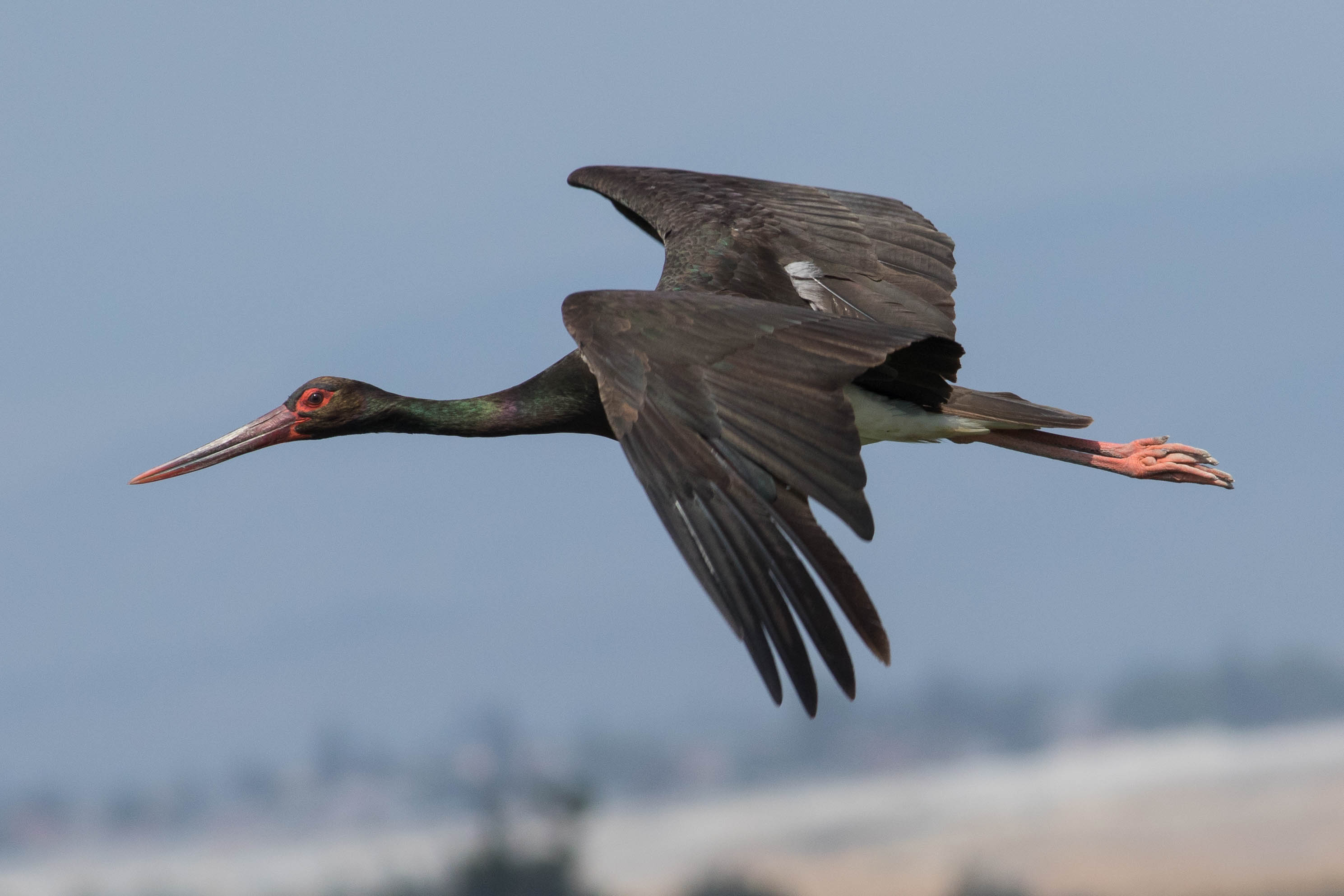
لقلق أسود يحلق للهجرة.

- اللقلق الأسود هو طائر من الطيور المهاجرة القوية تقضي شتاءها في أفريقيا الاستوائية والهندومع ذلك، فإنه يوجد عدد قليل في المنطقة الأيبرية، واللقلق الأسود هو طائر مجنح كبير ويعتمد على الحرارة من الهواء الساخن للطيران لمسافات طويلة. وتعبر البحر الأبيض المتوسط عبر نقطة ضيقة وهي مضيق البوسفور وهي تطير حوالي 100-250 كم في اليوم الواحد مايصل إلى حوالي 500 كم.

### الهجرة الغربية
- حوالي 10% من اللقالق السوداء الغربية تهاجر عبر صقلية -الرأس الطيب - تونس - الجزائر - المغرب - موريتانيا ونفس المسار من جبل طارق والكثير من اللقالق السوداء تطير فوق الصحراء الكبرى بالقرب من الساحل ومعظم الطيور تقضي فصل الشتاء في المناطق الرطبة بكل من مالي ونيجيريا.

### الهجرة الشرقية
- اللقالق السوداء الشرقية تتخد مسلك مضيق البوسفور - سيناء - النيل في كل من آسيا وأفريقيا وتقضي الصيف في سيبيريا وتقضي الشتاء في شمال الهند وجنوب  السودان و إثيوبيا.

### وقت الهجرة
- واللقالق تهاجر في منتصف آب / أغسطس إلى نهاية أيلول / سبتمبر. وتعود في منتصف آذار / مارس.